# Pazaryolu
Pazaryolu (türkisch für Marktstrasse; kurdisch Norgeh, von armenisch norkeğ – „Neues Dorf“) ist eine Stadt im gleichnamigen Landkreis der türkischen Provinz Erzurum und gleichzeitig ein Stadtbezirk der 1993 geschaffenen Büyükşehir belediyesi Erzurum (Großstadtgemeinde/Metropolprovinz).

## Geographie
Pazaryolu liegt 70 km nordwestlich von der Provinzhauptstadt Erzurum im Nordwesten der Provinz. Er grenzt im Osten und Süden an İspir und an die Provinzen Bayburt (im Westen) und Rize (im Norden).
Der Landkreis Pazaryolu ist mit einer Fläche von 654 km² der drittkleinste Landkreis der Provinz.

## Geschichte
Pazaryolu war bis zur Bildung des gleichnamigen Landkreises im Jahr 1989 ein eigenständiger Bucak im Landkreis İspir.

## Bevölkerung
Ende 2020 war Pazaryolu mit 3828 Einwohnern der Landkreise mit der niedrigsten Bevölkerung in der Provinz Erzurum. Die Bevölkerungsdichte ist mit 6 Einwohnern je Quadratkilometer die niedrigste in der Provinz (Provinzdurchschnitt: 30 Einwohner je km²).